# Helius yindi
Helius yindi är en tvåvingeart som beskrevs av Günther Theischinger 1994. Helius yindi ingår i släktet Helius och familjen småharkrankar. Inga underarter finns listade i Catalogue of Life.